# Linia kolejowa nr 185

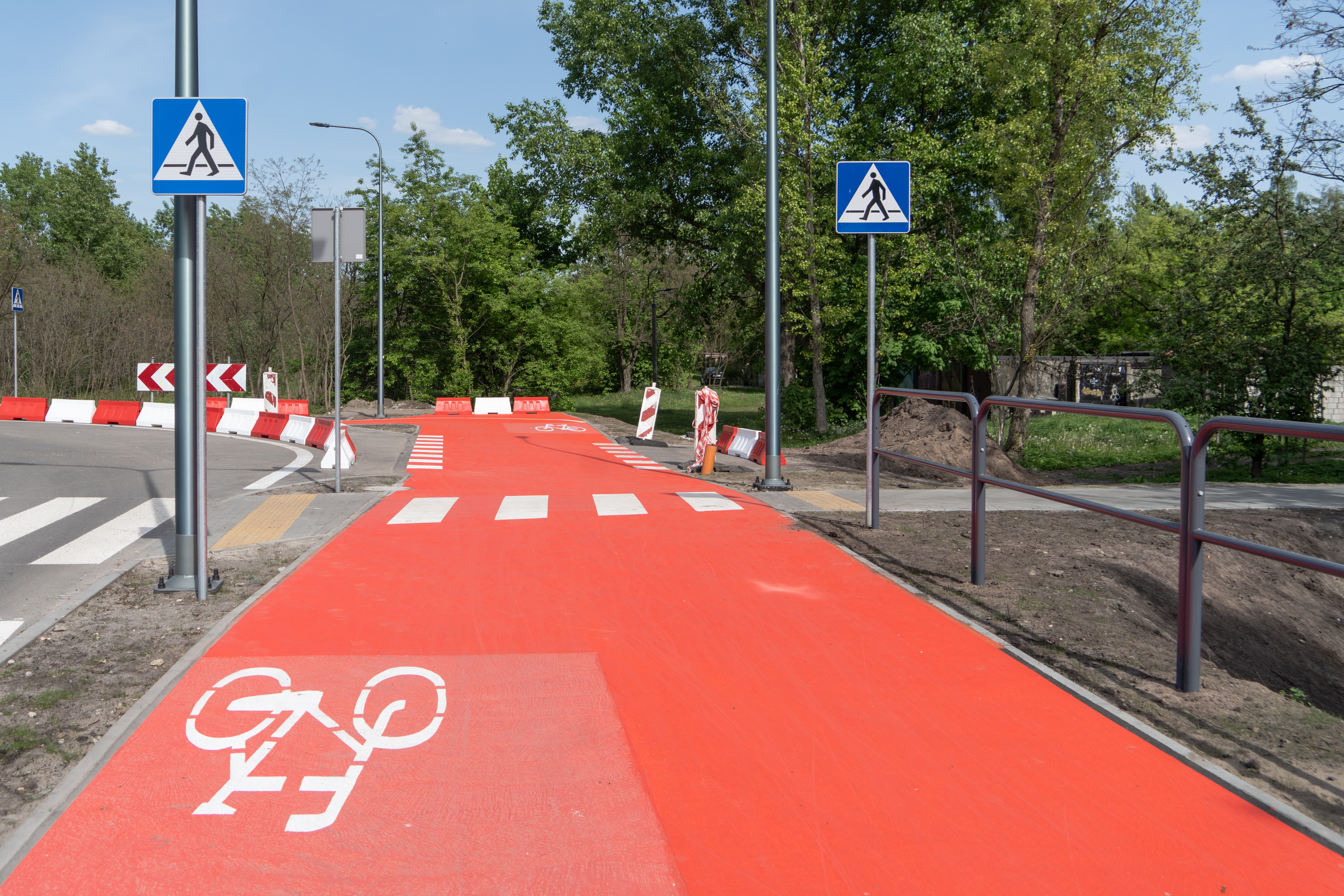
pierwszy wybudowany w Metropolii GZM fragment velostrady (velostrada nr 1 Katowice - Sosnowiec)

Linia kolejowa nr 185 – dawna linia kolejowa łącząca stacje Sosnowiec Główny i Sosnowiec Pogoń w Sosnowcu. Linia była jednotorowa i zaczynała się w punkcie stycznym na linii kolejowej nr 1 w okolicy Pałacu Dietla przy ulicy Stefana Żeromskiego, a następnie prowadziła wzdłuż ulicy ks. Włodzimierza Sedlaka i Wiązowej, przecinając aleję Józefa Mireckiego w okolicy stadionu im. Jana Ciszewskiego. Tor powstał w 1859 r. jako bocznica kolejowa stacji Sosnowice Warszawskie do kopalni węgła kamiennego „Wiktor” w Milowicach. W 1931 linia kolejowa nr 185 została otwarta do wykorzystywania głównie w ruchu towarowym. W 1978 r. została zelektryfikowana. Demontaż sieci trakcyjnej nastąpił w 2005 r., a w 2014 linia została zlikwidowana.
W miejscu zlikwidowanego torowiska trwają prace związane z zagospodarowaniem terenu. W lipcu 2020 r. rozpoczęto budowę osiedla domów mieszkalnych. W 2023 r. w miejscu w śladzie linii kolejowej wybudowano pierwszy w Metropolii GZM odcinka velostrady. W marcu 2024 r. oddano do użytku połączenie drogowe pomiędzy ulicami ks. Włodzimierza Sedlaka i ulicą Niepodległości, a w planach jest budowa łącznika ulic Wiązowej i Gospodarczej.